# آی‌ای‌آی سرچر
آی‌ای‌آی سرچر (انگلیسی: IAI Searcher؛ که با نام عبری מרומית Meyromit به معنی «پرستودریایی تالابی» یا در اسرائیل با نام رسمی חוגלה Hugla به معنی کبک صخره نیز شناخته می‌شود)، یک هواپیمای بدون سرنشین است که در دههٔ ۱۹۸۰ در اسرائیل توسعه یافته است. این هواگرد، یک دهه پس از توسعه، جانشین هواپیماهای بدون سرنشین آی‌ام‌آی مستیف و آی‌ای‌آی اسکات شد که در آن زمان در خدمت ارتش اسرائیل بودند.

## طراحی

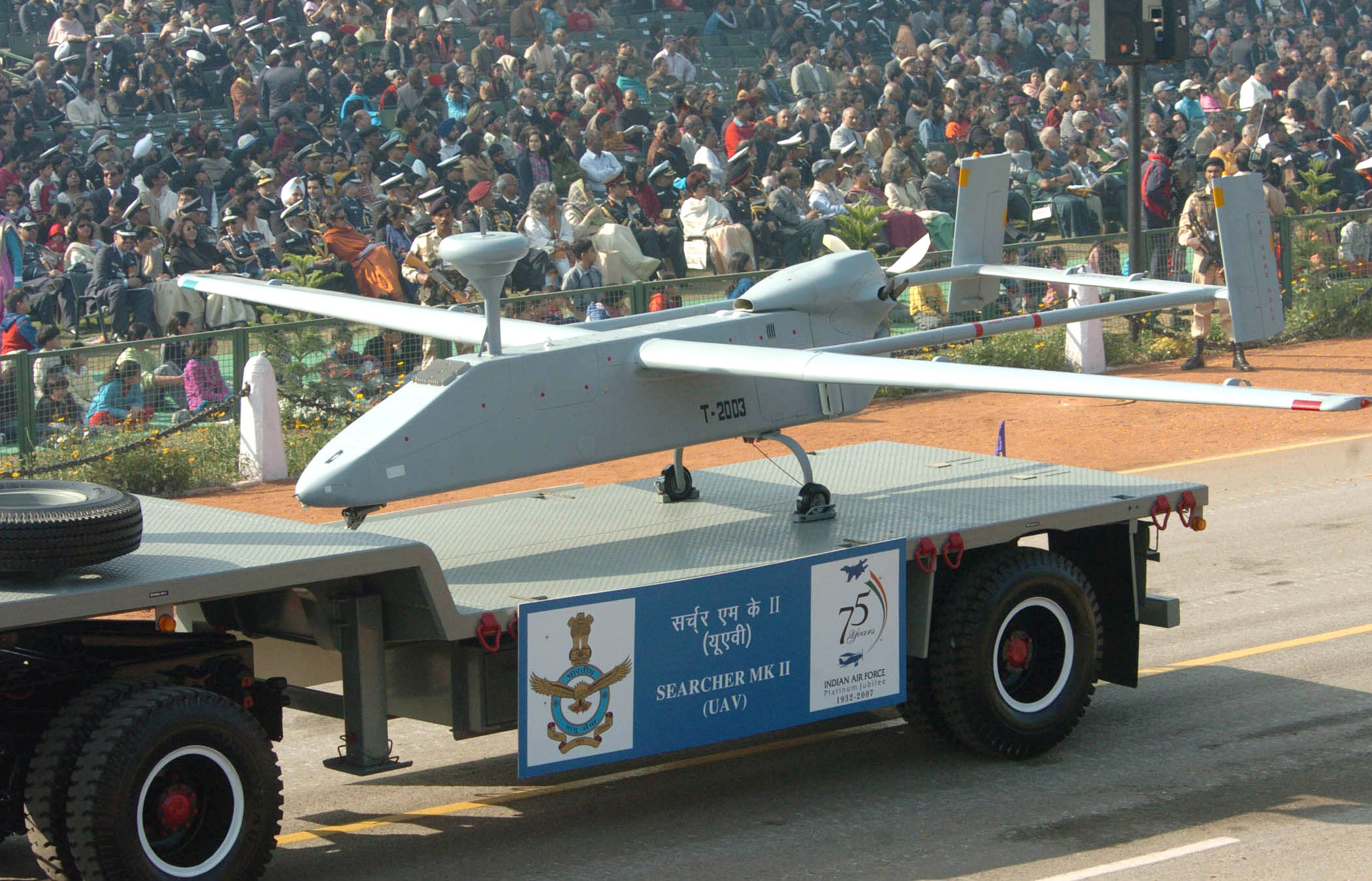
سرچر ام‌کا-۲ (هواپیمای بدون سرنشین) در حال عبور از راج‌پث در طول پنجاه و هشتمین رژهٔ روز جمهوری - ۲۰۰۷، در دهلی نو، ۲۶ ژانویهٔ ۲۰۰۷

هواگرد سرچر تقریباً شبیه به اسکات و پایونیر است، اما در واقع از اندازهٔ بزرگ‌تری بهره‌مند است و اندازهٔ آن تقریباً دو برابر هواگرد اسکات است. سرچر توان خود را از یک موتور پیستونی با قدرت ۳۵ کیلووات (۴۷ اسب بخار) می‌گیرد. طراحی جدید این هواگرد شامل اویونیکس و سامانه‌های حسگری به‌روزشده به‌همراه استقامت پروازی بیشتر و نیز افزونگی افزایش‌یافته به‌منظور بهبود قابلیت بقا می‌شود. علاوه بر اسرائیل، این سامانه به سنگاپور، ترکیه، تایلند، روسیه، هند، کره جنوبی و سری‌لانکا نیز صادر شده است در گذشته یا هم‌اکنون مورد استفادهٔ این کشورها بوده است.

## تاریخچه خدمت
در حدود ۱۰۰ هواپیمای بدون سرنشین سرچر اکنون به‌صورت عملیاتی در خدمت نیروهای مسلح هند هستند. اگرچه نیروی زمینی هند دست کم ۲۵ فروند از گونه‌های ام‌کا-۱ و ام‌کا-۲ را به خدمت گرفته است، اما نیروی هوایی و نیروی دریایی هند تنها از گونهٔ ام‌کا-۲ استفاده می‌کنند. در ۱۱ دسامبر ۲۰۲۴، نیروی دریایی هند ۸ فروند سرچر ام‌کا-۲ را از اسکادران‌های آی‌ان‌ای‌اس ۳۴۲ و آی‌ان‌ای‌اس ۳۴۳ حذف در کوچی حذف کرد.
این هواگرد در رزمایش بزرگ زاپاد که در سپتامبر ۲۰۲۱ توسط روسیه و بلاروس انجام شد، حضور داشت.
در ۱۳ مارس ۲۰۲۲، وزارت دفاع روسیه ویدئویی را از نسخهٔ روسی به‌روزشدهٔ این هواگرد و به‌کارگیری آن در اوکراین منتشر کرد.

## سانحه‌ها
- ۱۰ ژوئن ۲۰۲۲ – یک فروند سرچر مارک-۲ که برای اهداف شناسایی در خدمت نیروی هوایی هند بود، پس از شناسایی شدن از سوی واحدهای دیدبانی سیار، توسط یک اف۱۶-بی متعلق به نیروی هوایی پاکستان و با استفاده از موشک ایم-۹ال سایدوایندر در ارتفاع ۱۳٬۰۰۰ پایی ساقط شد.[۱۰]
- ۲۱ نوامبر ۲۰۱۷ – یک سرچر ام‌کا-۲ متعلق به نیروی دریایی هند کمی پس از برخاست در ساعت ۱۰:۲۵ صبح به وقت هند برای انجام عملیات روتین نظارتی، در شمال فرودگاه اینز گارودا واقع در کوچی سقوط کرد. این سانحه به دلیل مشکلات فنی رخ داد.[۱۱]
- ۱۱ ژوئیهٔ ۲۰۱۸ – یک هواپیمای بدون سرنشین «فورپوست» روسی در ۱۲ ژوئیه در یک مزرعه در نزدیکی روستای برقه، با فاصلهٔ حدود ۱۲ کیلومتری از منطقهٔ اسرائیلی بلندی‌های جولان (سوریه) پیدا شد، اما هیچ‌یک از طرفین جنگ مدعی ساقط کردن یا از دست دادن این هواگرد نشدند.[۱۲][۱۳]
- ۱۱ مارس ۲۰۲۲ – یک هواپیمای بدون سرنشین «فورپوست» روسی در استان ژیتومیر اوکراین ساقط شد.[۱۴]
- ۱۸ مارس ۲۰۲۴ – یک هواگرد سرچر ام‌کا-۲ متعلق به نیروی زمینی هند هنگام فرود پس از انجام تمرین روتین یورش در فرودگاه اینز گارودا سقوط کرد. این هواگرد در ساعت ۵ بعد از ظهر به وقت هند در حدود یک مایل دورتر از باند فرود با زمین برخورد کرد. هیچ صدمهٔ جانی یا مالی در پی این سانحه گزارش نشد. بلافاصله پس از سانحه، تیمی برای ایمن‌سازی این هواگرد به محل سانحه اعزام شد.[۱۵][۱۶]

## کاربران
- جمهوری آذربایجان[۱۷]
- قبرس[۱۸]

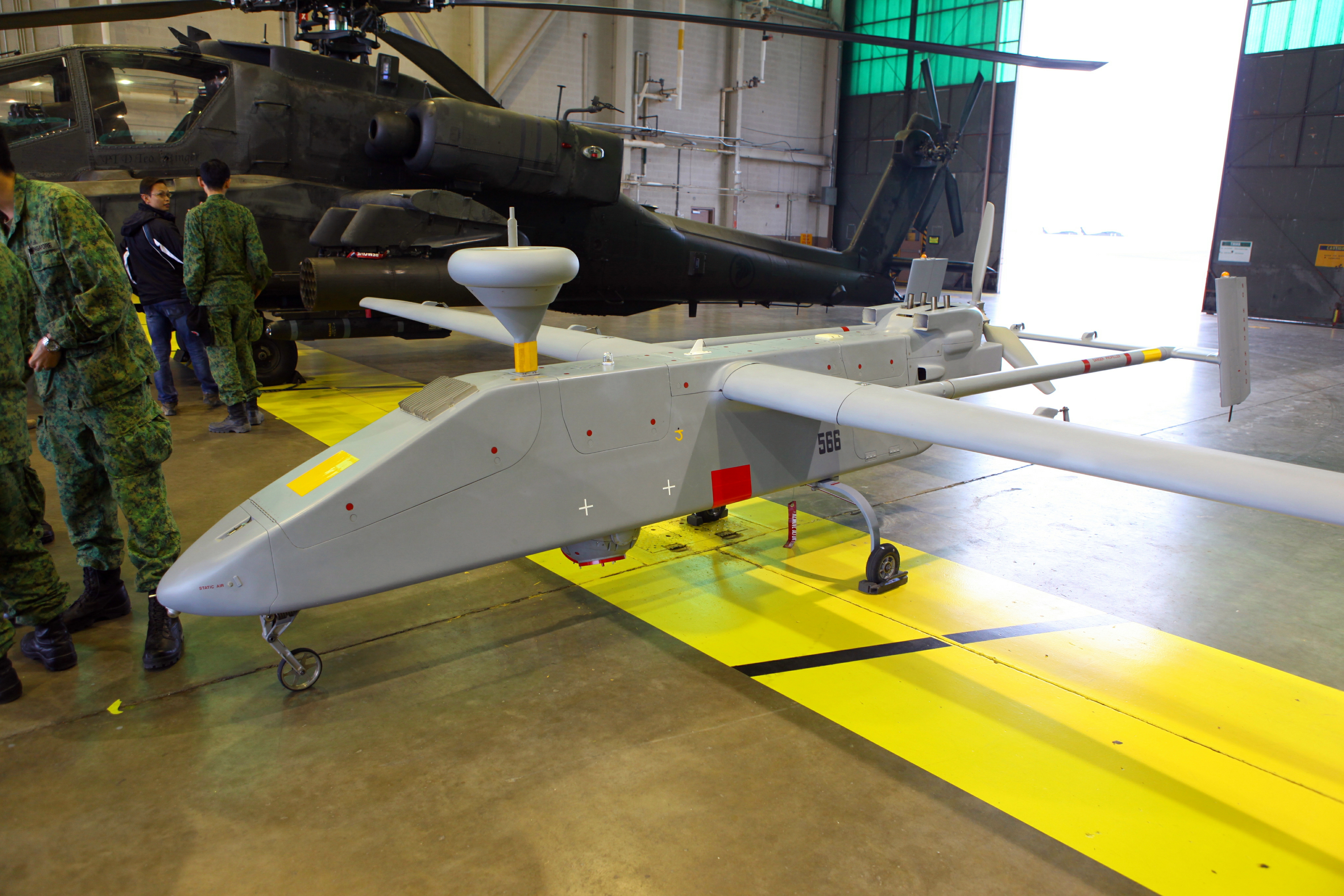
یک آی‌ای‌آی سرچر ۲ متعلق به نیروی هوایی جمهوری سنگاپور فرودگاه صحرایی ارتشی هنری پوست (فورت سیل، اکلاهما)

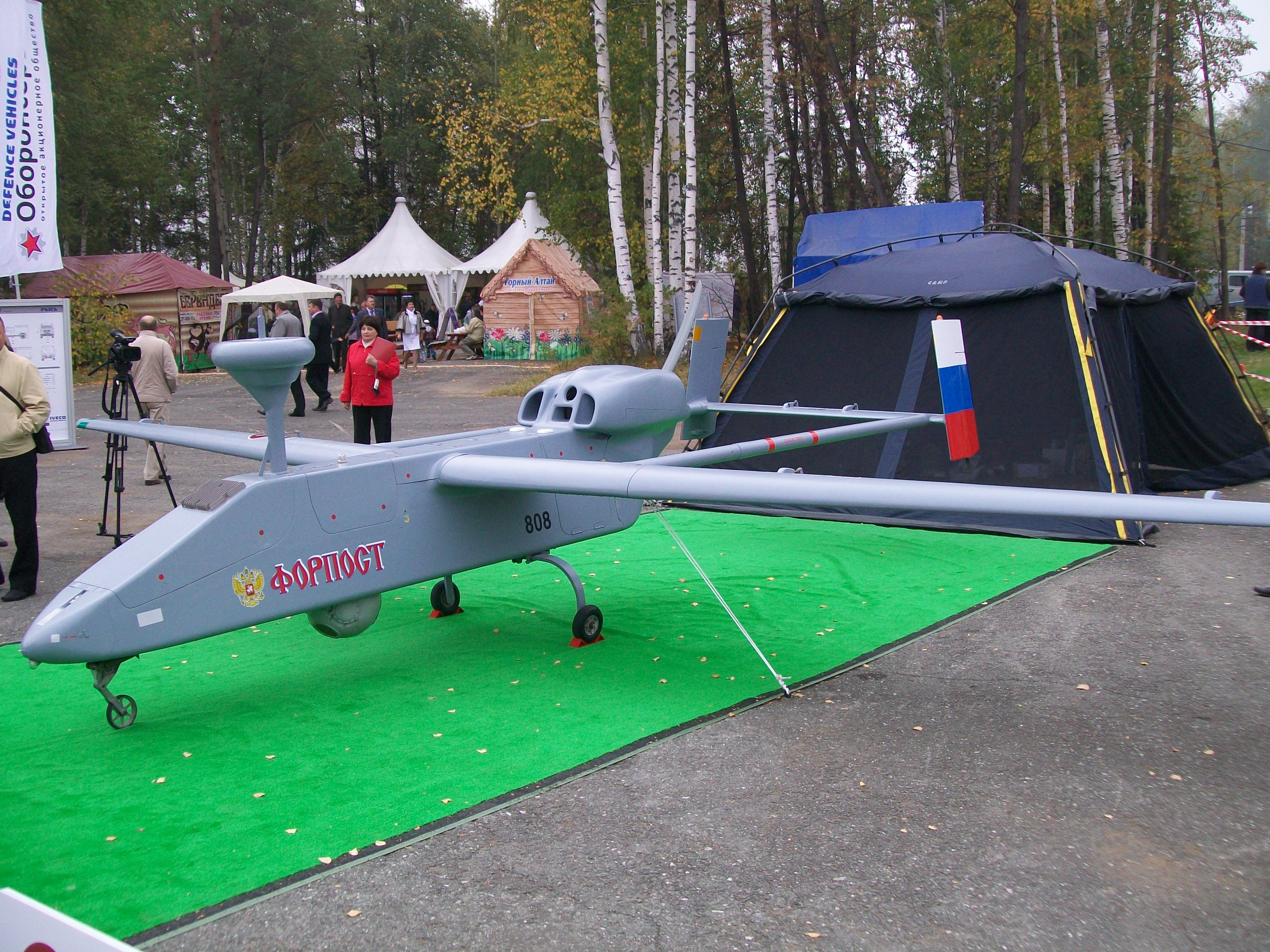
فورپوست روسی

- هند: دریافت مجموعاً ۱۰۸ فروند شامل هواگردهای تحویل‌شده به نیروی دریایی[۱۹]
  -  نیروی زمینی هند
  -  نیروی هوایی هند
- سری‌لانکا
- اکوادور
- اندونزی
- کانادا سازمان اطلاعات امنیت کانادا
- اسرائیل
- کره جنوبی
- روسیه – تحت عنوان نسخهٔ مجاز فورپوست (Форпост)[۲۰][۲۱] با برد ۲۵۰ کیلومتر.[۲۲][۲۳] ۳۰ سامانه به‌همراه ۳ پهپاد برای هر کدام.[۲۴] نسخهٔ کاملاً بومی فورپوست-آر نخستین پرواز خود را در اوت ۲۰۱۹ انجام داد.[۲۵] ۱۰ سامانهٔ فورپوست-آر سفارش داده شدند.[۲۶] تحویل پهپادهای تغییریافته با قابلیت‌های شناسایی و حمله از سال ۲۰۲۰ آغاز شد.[۲۷] روسیه تصمیم گرفت که به تولید داخلی فورپوست-آر ادامه دهد.[۲۸]
- سنگاپور (بازنشسته؛ در سال ۲۰۱۱ با آی‌ای‌آی هرون-۱ جایگزین شد)
- اسپانیا
- سوریه (عملیاتی تحت عنوان پهپاد رزمی فورپوست-آر)[۲۹]
- تایلند[۳۰]

### کاربران پیشین
- نیروی دریایی هند: ۸ فروند سرچر ام‌کا-۲ در خدمت اسکادران‌های آی‌ان‌ای‌اس ۳۴۲ و آی‌ان‌ای‌اس ۳۴۳ از ۲۰۰۲ تا ۲۰۲۴.[۶][۳۱][۳۲]

## مشخصات فنی

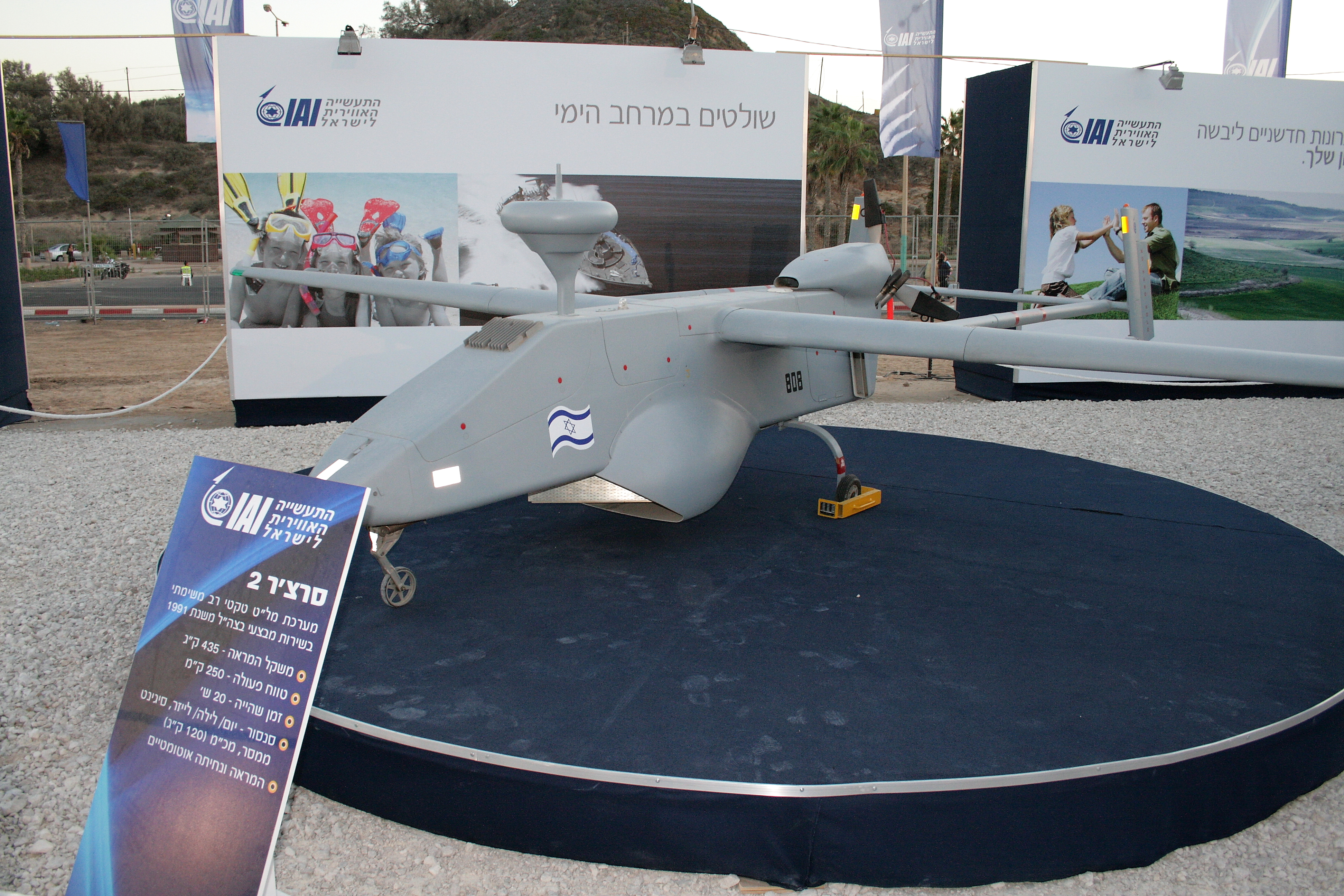
آی‌ای‌آی سرچر ۲

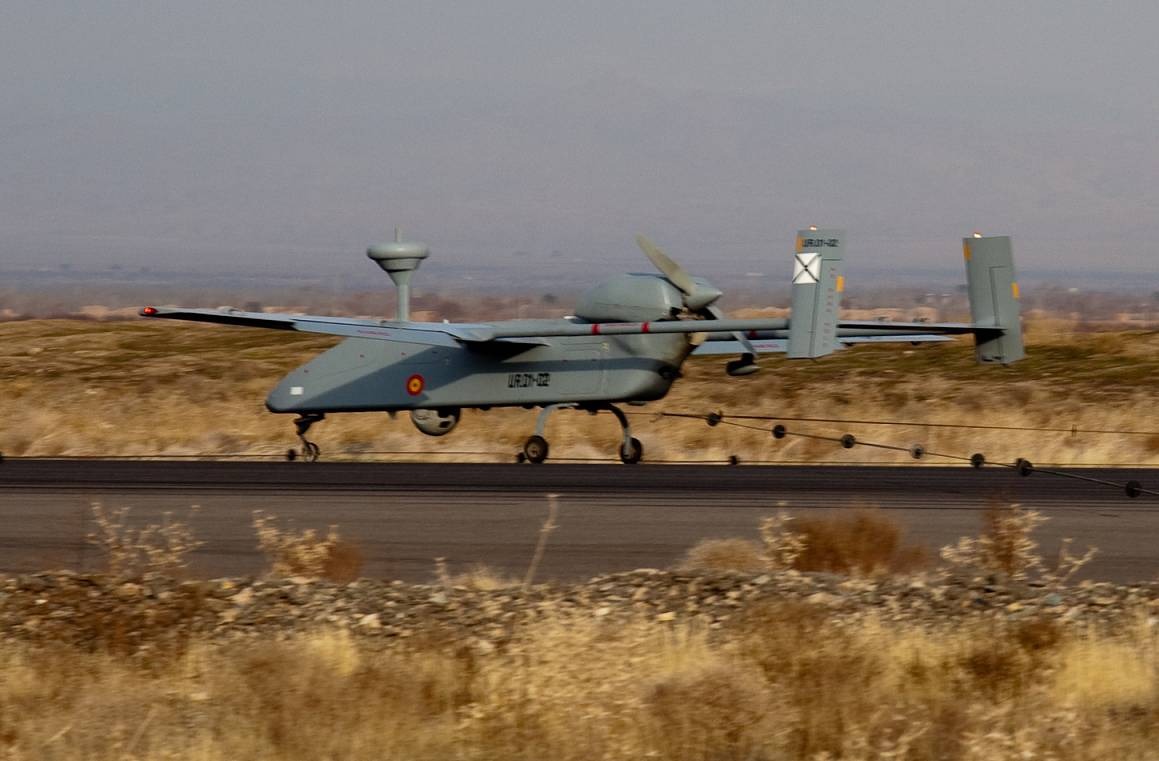
آی‌ای‌آی سرچر ام‌کا۲-جی اسپانیایی

### سرچر ۲ ام‌کا۳
داده‌ها از آی‌ای‌آی سرچر ۲ ام‌کا۳
ویژگی‌های عمومی
- خدمه: بی‌سرنشین
- ظرفیت: وزن بار ۶۸ کیلوگرم (۱۵۰ پوند)
- طول: ۵٫۸۵ متر (۱۹ فوت ۲ اینچ)
- پهنای بال: ۸٫۵۵ متر (۲۸ فوت ۰ اینچ)
- ارتفاع: ۱٫۲۵ متر (۴ فوت ۱ اینچ)
- وزن ناخالص: ۴۵۰ کیلوگرم (۹۹۲ پوند)
- ظرفیت حمل بار:۱۲۰ کیلوگرم (۲۶۰ پوند)
- پیشرانه: ۱ عدد  لیمباخ ال ۵۵۰، ۳۵ کیلووات (۴۷ اسب بخار)
- ملخ‌ها:  ۳ تیغهٔ ۱۲۰ سانتیمتری با شیب قابل تنظیم بورن پراپلر

عملکرد
- حداکثر سرعت: ۲۰۱ کیلومتر بر ساعت (۱۲۵ مایل بر ساعت، ۱۱۰ گره)
- بُرد: ۳۵۰ کیلومتر (۲۲۰ مایل، ۱۹۰ مایل دریایی)
- مداومت پروازی: ۲۰ ساعت
- حداکثر ارتفاع: ۶٬۱۰۰ متر (۲۱٬۰۰۰ فوت)
- سرعت پرسه‌زنی:۱۱۰ تا ۱۵۰ کیلومتر بر ساعت؛ ۶۹ تا ۹۲ مایل بر ساعت (۶۰ تا ۸۰ گره)

## فورپوست-آر
«فورپوست-آر» (انگلیسی: Forpost-R) نامی است که برای پهپاد رزمی مبتنی بر آی‌ای‌آی سرچر که در روسیه توسعه یافته است، انتخاب شده است. در سال ۲۰۰۸، در پی جنگ روسیه و گرجستان، روسیه از اسرائیل درخواست ارسال پهپاد کرد و اسرائیل نیز درخواست ارائهٔ پهپادهای مسلح را نپذیرفت و این دو کشور برای تبادل مدل آی‌ای‌آن سرچر ام‌کا۲ توافقنامه‌ای را امضا کردند.
مطابق با ویدئویی که در یوتیوب منتشر شد و اطلاعات منتشرشده از سوی وزارت دفاع روسیه در ۱۳ مارس ۲۰۲۲، نیروهای مسلح روسیه برای منهدم کردن یک سامانهٔ راکتی با قابلیت پرتاب چندین راکت متعلق به نیروی زمینی اوکراین از ارتفاع ۳٬۰۰۰ متری و با استفاده از موشک‌های هدایت‌شونده، از یک نسخهٔ مسلح هواپیمای بدون سرنشین فورپوست-آر استفاده کرده‌اند.
مطابق با ویدئوی دیگری که در فضای مجازی منتشر شده است، و نیز اطلاعات منتشرشده از سوی وزارت دفاع روسیه در ۲۱ ژوئن ۲۰۲۴، نیروهای مسلح روسیه از یک نسخهٔ تهاجمی هواپیمای بدون سرنشین فورپوست-آر برای حمله به شبه‌نظامیان حاضر در سوریه استفاده کرده‌اند.

### تسلیحات
- موشک‌های ضد تانک ایکس-بی‌پی‌ال‌ای[۳۹][۳۶]